# Monsieur Lecoq (série télévisée)
Pour les articles homonymes, voir Monsieur Lecoq.
Monsieur Lecoq est une série télévisée policière québécoise en 35 épisodes de 25 minutes en noir et blanc scénarisée par Jean-Louis Roux, d'après le roman éponyme d'Émile Gaboriau, et diffusée du 8 septembre 1964 au 18 mai 1965 à la Télévision de Radio-Canada.

## Synopsis
Pour l’essentiel le roman d’Émile Gaboriau, Monsieur Lecoq sert de trame à cette série télévisée. Il s’agit d’un roman policier mettant en scène l’inspecteur Lecoq de la Sûreté Nationale que l’on suit à travers une série d’enquêtes à rebondissements sur des crimes sordides à Paris au XIXe siècle. Sir Arthur Conan Doyle se serait largement inspiré de Monsieur Lecoq pour créer son propre personnage de Sherlock Holmes et ses aventures.

## Fiche technique
- Scénarisation : Jean-Louis Roux
- Réalisation : Florent Forget
- Société de production : Société Radio-Canada

## Distribution
- Léo Ilial : Monsieur Lecoq
- Serge Bossac : Inspecteur Gevrol
- Guy Provost : Duc de Sairmeuse
- Pierre Dufresne : Chanlouineau
- Lise Lasalle : Marie-Anne Lacheneur
- Guy Hoffmann : père Absinthe
- Tania Fédor : Baronne d'Escorval
- Béatrice Picard : Mme Balstain
- Gilles Pelletier : Baron d'Escorval
- Victor Désy : Polyte Chupin
- Denis André : Vagabond
- Paul Berval : Marchand
- Catherine Bégin : Blanche de Courtomieu
- Marcel Cabay : Huissier
- Yvan Canuel : Balstain
- François Cartier : Chef de poste
- Roland Chenail : Juge Segmuller
- Élizabeth Chouvalidzé : Camille
- Jean-Pierre Compain : Otto
- Jean Coutu : Maurice D'Escorval
- Rolland D'Amour : Chef de poste
- Jean Dalmain : Lacheneur
- Camille Ducharme : Médecin
- Yvon Dufour : Joseph Couturier
- Jean-Paul Dugas : Marquis de Sairmeuse
- Ronald France : Directeur du dépôt
- Bertrand Gagnon : Sergent-major
- Jacques-Henri Gagnon : Commissaire de police
- Jacques Galipeau : Abbé Midon
- Roger Garand : Marquis de Courtaumieu
- Ernest Guimond : Cocher Papillon
- Ulric Guttinguer : Commissaire
- Henry Hovenkamp : Complice
- Paul Hébert : Greffier Goguet
- Jacques Lorain : Sergent de police
- Yves Létourneau : Aubergiste Laugeron
- Michel Mailhot : Greffier de la préfecture
- Yves Massicotte : Antoine
- Monique Mercure : Toinon Chupin
- Denise Morelle : Veuve Chupin
- Henri Norbert : Tabaret
- Jean-Louis Paris : Joaillier
- Claude Préfontaine : Soldat
- Rose Rey-Duzil : Concierge
- Robert Rivard : Jean Lacheneur
- Pascal Rollin : Maurice D'Escorval
- Marcel Sabourin : Gardien de la morgue
- Jean Scheler : Sergent
- Gisèle Schmidt : Tante Médée
- Lucie de Vienne : Marquise D'Arlange
- Lionel Villeneuve : Sergent Bavois
- Paul Alain
- Maud D'Arcy
- Jo Kronemaun
- Réjean Lefrançois
- Michèle Le Hardy
- René-Salvator Catta